# دیم (ارز دیجیتال)
دیم (انگلیسی: Diem) که پیش‌تر با نام‌های گلوبال‌کوین یا فیس‌بوک‌کوین و لیبرا شناخته می‌شد، یک رمزارز مطرح شده از سوی رسانه اجتماعی فیس‌بوک است. خبر این رمزارز برای نخستین بار در مه و جزئیات بیشتر آن در ژوئن فاش شد و در نهایت در ۱۸ ژوئن ۲۰۱۹ همراه با انتشار اوراق سفید آن به‌طور رسمی علنی شد.این پروژه مورد انتقاد و مخالفت بانک‌های مرکزی قرار گرفته‌است.
دیم ارز جدید دیجیتالی که شرکت فیسبوک آن را عرضه کرده‌است. ارزهای رمزنگاری برای کمک به حفاظت از ارزش ارزها در مقابل دستکاری‌ها و هزینه‌های مضاعف و پرداخت و امنیت تراکنش‌ها استفاده می‌شود.
این ارز که توسط انجمن لیبرا که از شرکت‌های بین‌المللی همانند فیسبوک، یوبر و وود افون تشکیل شده‌است، حمایت می‌شوند. ویزا کارت و مسترکارت نیز قصد مشارکت با آنها را دارند، هیچگونه از بانک‌های سنتی در این لیست مشاهده نمی‌شود.

## تفاوت دیم با سایر ارزهای دیجیتالی همانندآتریوموبیتکوین
ارزهای رمزنگاری آتریوم و بیتکوین از نظر ماهیت کاملاً شبیه هم هستند و مرجع واحد خاصی ندارند که بتوان معاملات بین دو طرف را تأیید نمود، بنابراین هرکسی می‌توانید این کار را انجام دهد. برای تأیید معاملات در بیت کوین باید ثابت کنید که کار را انجام داده‌اید. اشخاصی که اینکار را با موفقیت انجام دهند (ثابت کنند که برخی از کارها را انجام داده‌اند)، می‌توانند معاملات را به دفترچه توزیع شده بلاک چین اضافه کنند و بیت کوین پاداش بگیرند. این فرایند به عنوان ماینینگ نیز شناخته می‌شود.
تفاوت دیم با سایر ارزهای دیجیتالی در این است که معاملات با یک سیستم بنام «اثبات سهام» مورد تأیید قرار می‌گیرد. بر مبنای این سیستم، معامله‌ها توسط افرادی که سهام یا مالکیت ارز داشته‌اند، مجاز شناخته خواهد شد.
هزینه‌های معاملاتی دیم باعث می‌شود تا کاربران سود زیادتری ببرند و انجمن لیبرا نیز این قول را داده تا ارزش ارز را کنترل نموده و به اندازه سایر ارزهای رمز پایه نوسانات نداشته باشند. البته اصلاً مشخص نیست که چه راه حل‌هایی را برای چنین کاری در نظر گرفته‌اند، اما ثبات ارزش در برابر عدم قطعیت، مزیت بزرگی خواهد داشت.